# Durio rosayroanus
Durio rosayroanus là một loài thực vật có hoa trong họ Cẩm quỳ. Loài này được (Kosterm.) ined. mô tả khoa học đầu tiên.